# Laksfjorden
69°13′34.810″N 17°53′28.446″Ø / 69.22633611°N 17.89123500°Ø
Laksfjorden er en fjordarm af Finnfjorden i Lenvik kommune i Troms. Fjorden strækker seg 3,5 km  mod vest til Islandsbotn på øen Senja. Fjorden har indløb mellem byen Finnsnes i nordøst og Laksneset i sydvest. Nordover fra Finnsnes går Gisundet på østsiden af Senja. Silsand og Laukhella ligger på nordsiden af fjorden, mens man langs sydsiden finner bygderne Vågan og Vassjord. 
Fylkesvei 86 krydser Gisundet over Gisundbroen mellem Finnsnes og Silsand og følger nordbredden af Laksfjorden. Inderst i fjorden går fylkesvei 860, mens Fv227 følger sydsiden.